# Dorottya Palancsa
Dorottya Palancsa est une curleuse hongroise née le 18 mai 1995 à Budapest.

## Biographie
Dorottya Palancsa et Zsolt Kiss remportent la médaille d'or au Championnat du monde double mixte de curling 2013 à Fredericton ainsi qu'au Championnat du monde double mixte de curling 2015 à Sotchi.